# Francisco Esteche
Francisco Javier Esteche Sosa (Luque, 12 de noviembre de 1973) es un exfutbolista internacional paraguayo y entrenador de fútbol. Jugaba de centrocampista.

## Trayectoria
Inició su carrera en el Sportivo Luqueño de Paraguay en el año 1992, club en el cual estuvo hasta 1994. Posteriormente, en el año 1995, pasó al Olimpia de Paraguay, jugando 147 partidos en los que anotó 24 goles. 
Con este mismo club consiguió la Copa Libertadores 2002 y la Recopa Sudamericana 2003 contra San Lorenzo de Almagro. El 2006 es traspasado al Guaraní donde jugó 37 partidos anotando en ellos 6 goles. En el 2007 jugó por el Macará de Ecuador. 
Luego fue traspasado al 12 de octubre volviendo a su país. Tuvo un corto paso por el Jorge Wilstermann de Bolivia, jugando por este club agredió al árbitro Joaquín Antequera el 15 de marzo de 2009 en un partido disputado contra el Universitario de Sucre, por este hecho recibió 40 fechas de suspensión, por lo que decidió volver a su natal Paraguay después de cumplir la mitad del castigo. 
Vuelve al Paraguay para jugar por el Club Sportivo Luqueño. Luego de pasar por el club en donde debutó, decide irse al General Caballero y luego regresa al Sportivo Luqueño.

## Selección nacional
Jugó varios partidos por la selección de fútbol de Paraguay. Su primer encuentro internacional fue un amistoso contra la Selección de fútbol de Argentina el 14 de junio de 1995 (derrota de 2-1). Luego fue citado para las Copa América de 1995 y 1997 jugando un partido en cada una. Participó en las Clasificatorias para Francia 1998 jugando 3 encuentros, contra Argentina en los años 1996 y 1997, y contra Venezuela en 1997. 
En el año 2000 es citado para un amistoso internacional contra Hungría (terminado 1-1). A partir de ahí juega 5 encuentros por las Clasificatorias para Corea/Japón 2002 (disputando tres partidos completos) contra Bolivia, Argentina, Colombia, Uruguay y Ecuador. Finalmente juega otro amistoso esta vez contra la Selección de fútbol de Serbia y Montenegro el 28 de junio de 2001.

### Participaciones en Copa América
| Copa América | Sede    | Resultado        |
| ------------ | ------- | ---------------- |
| 1995         | Uruguay | Cuartos de final |
| 1997         | Bolivia | Cuartos de final |

## Clubes

### Como jugador
| Club                  | País     | Año         |
| --------------------- | -------- | ----------- |
| Club Sportivo Luqueño | Paraguay | 1993 - 1994 |
| Olimpia               | Paraguay | 1995 - 2005 |
| Guaraní               | Paraguay | 2006        |
| Macará                | Ecuador  | 2007        |
| 12 de octubre         | Paraguay | 2007 - 2008 |
| Jorge Wilstermann     | Bolivia  | 2009        |
| Sportivo Luqueño      | Paraguay | 2009 - 2011 |
| General Caballero     | Paraguay | 2011        |

### Como entrenador
| Club               | País     | Año  |
| ------------------ | -------- | ---- |
| 24 de Setiembre VP | Paraguay | 2016 |

## Palmarés

### Copas internacionales
| Título              | Club    | País     | Año  |
| ------------------- | ------- | -------- | ---- |
| Copa Libertadores   | Olimpia | Paraguay | 2002 |
| Recopa Sudamericana | Olimpia | Paraguay | 2003 |